# Lury-sur-Arnon

Lury-sur-Arnon este o comună în departamentul Cher, Franța. În 1 ianuarie 2022 avea o populație de 662 de locuitori.